# كلاوديو جيوفاني
كلاوديو جيوفاني (5 ديسمبر 1970 في البرازيل – )؛ هو لاعب كرة قدم سابق كان يلعب كمدافع.